# Chaudfontaine
Chaudfontaine (in vallone Tchôfontinne) è un comune del Belgio facente parte della Comunità francofona del Belgio situato nella Regione Vallonia nella provincia di Liegi che conta 20 928 abitanti.

## Geografia fisica
Bagnato dal fiume Vesdre, un sotto-affluente della Mosa, il comune è situato a una decina di chilometri a sud-est di Liegi. Come è ben indicato nel suo nome, parecchie sorgenti di acqua calda, uniche in Belgio, zampillano dal sottosuolo roccioso ad una temperatura di 36,6 °C.
Alcune di queste fonti offrono acqua debolmente mineralizzata, raccomandata dall'Accademia belga della Medicina per l'alimentazione dei neonati, che vengono diffuse in bottiglie per la grande distribuzione. Altre sorgenti invece sono destinate alle cure termali, ideali per il trattamento dei reumatismi.
Il forte di Chaudfontaine, distrutto in parte durante la Seconda guerra mondiale, domina il comune, offrendo un magnifico panorama. Sulle sue mura, si coltivano i funghi di Parigi. Da questo punto inoltre partono diverse passeggiate verso il Casino di Chaudfontaine e le sorgenti termali, oltre che verso l'entità di Vaux-Sous-Chèvremont.
Sulla cima della collina di Vaux-Sous-Chèvremont, la Basilica sovrasta la vallata della Vesdre nonché la città di Liegi con la sua superba vista panoramica.